# Big Dipper (Pleasure Beach, Blackpool)
Pour les articles homonymes, voir Big Dipper (homonymie).
Big Dipper sont des montagnes russes en bois du parc Pleasure Beach, Blackpool, localisées à Blackpool, dans le Lancashire, au Royaume-Uni.

## Le circuit
Étendu en 1936 par Charlie Paige et Joe Emberton, il comporte une extension qui a ajouté deux bosses, et une arche au-dessus de l'entrée sud.

## Statistiques
- Trains : 2 trains avec 3 wagons par train. Les passagers sont placés par deux en quatre rangs pour un total de 24 passagers par train. Ils ont été construits par Philadelphia Toboggan Coasters.